# Zimbabwe i olympiska spelen
Zimbabwe deltog första gången vid olympiska sommarspelen 1928 i Amsterdam, då som den brittiska kolonin Rhodesia. Sedan var de borta från de olympiska spelen tills 1960-talet då de deltog vid spelen 1960 och spelen 1964. Efter det återkom de inte till igen förrän vid spelen 1980, då som Zimbabwe och de har sedan dess varit med vid varje olympiskt sommarspel. De deltog även vid de olympiska vinterspelen 2014 i Sotji, Ryssland. De har totalt vunnit åtta medaljer (alla efter självständigheten som Zimbabwe).
Zimbabwes överlägset mest framgångsrika olympier, f.d. simmerskan Kirsty Coventry, har vunnit totalt sju OS-medaljer varav två guld i grenen 200 m ryggsim (Aten 2004, Beijing 2008). Hon har därmed säkrat den absoluta majoriteten av landets OS-medaljer. I september 2018 utnämndes Coventry till minister i landets regering med ansvar för bl.a. idrottsfrågor.

## Medaljer
| Guld | Silver | Brons | Totalt antal medaljer |
| ---- | ------ | ----- | --------------------- |
| 3    | 4      | 1     | 8                     |

| Spel                | Idrottare        | Guld | Silver | Brons | Totalt | Placering |
| Amsterdam 1928      | 2                | 0    | 0      | 0     | 0      | –         |
| Los Angeles 1932    | Deltog inte      |      |        |       |        |           |
| Berlin 1936         | Deltog inte      |      |        |       |        |           |
| London 1948         | Deltog inte      |      |        |       |        |           |
| Melbourne 1956      | Deltog inte      |      |        |       |        |           |
| Rom 1960            | 14               | 0    | 0      | 0     | 0      | –         |
| Tokyo 1964          | 29               | 0    | 0      | 0     | 0      | –         |
| Mexico City 1968    | Deltog inte      |      |        |       |        |           |
| München 1972        | Deltog inte      |      |        |       |        |           |
| Montréal 1976       | Deltog inte      |      |        |       |        |           |
| Moskva 1980         | 42               | 1    | 0      | 0     | 1      | 23        |
| Los Angeles 1984    | 15               | 0    | 0      | 0     | 0      | –         |
| Seoul 1988          | 29               | 0    | 0      | 0     | 0      | –         |
| Barcelona 1992      | 19               | 0    | 0      | 0     | 0      | –         |
| Atlanta 1996        | 13               | 0    | 0      | 0     | 0      | –         |
| Sydney 2000         | 16               | 0    | 0      | 0     | 0      | –         |
| Aten 2004           | 12               | 1    | 1      | 1     | 3      | 49        |
| Peking 2008         | 13               | 1    | 3      | 0     | 4      | 38        |
| London 2012         | 7                | 0    | 0      | 0     | 0      | –         |
| Rio de Janeiro 2016 | 31               | 0    | 0      | 0     | 0      | –         |
| Tokyo 2020          | 5                | 0    | 0      | 0     | 0      | –         |
| Paris 2024          | Framtida tävling |      |        |       |        |           |
| Los Angeles 2028    | Framtida tävling |      |        |       |        |           |
| Brisbane 2032       | Framtida tävling |      |        |       |        |           |
| Totalt              | Totalt           | 3    | 4      | 1     | 8      | 79        |

| Spel                | Idrottare        | Guld             | Silver           | Brons            | Totalt           | Placering        |
| Sotji 2014          | 1                | 0                | 0                | 0                | 0                | –                |
| Pyeongchang 2018    | Deltog inte      |                  |                  |                  |                  |                  |
| Peking 2022         | Deltog inte      |                  |                  |                  |                  |                  |
| Milano–Cortina 2026 | Framtida tävling | Framtida tävling | Framtida tävling | Framtida tävling | Framtida tävling | Framtida tävling |
| Totalt              | Totalt           | 0                | 0                | 0                | 0                | –                |

### Medaljer efter sporter
| Sport              | Guld | Silver | Brons | Totalt |
| Simning            | 2    | 4      | 1     | 7      |
| Landhockey         | 1    | 0      | 0     | 1      |
| Totalt (2 sporter) | 3    | 4      | 1     | 8      |

## Lista över medaljörer
| Medalj | Namn | Spel        | Sport      | Gren                       |
| ------ | --- | ----------- | ---------- | -------------------------- |
| Guld   | Landhockeylandslaget Arlene Boxall Elizabeth Chase Sandra Chick Gillian Cowley Patricia Davies Sarah English Maureen George Ann Grant Susan Huggett Patricia McKillop Brenda Phillips Christine Prinsloo Sonia Robertson Anthea Stewart Helen Volk Linda Watson | Moskva 1980 | Landhockey | Damernas turnering         |
| Guld   | Kirsty Coventry | Aten 2004   | Simning    | Damernas 200 meter ryggsim |
| Silver | Kirsty Coventry | Aten 2004   | Simning    | Damernas 100 meter ryggsim |
| Brons  | Kirsty Coventry | Aten 2004   | Simning    | Damernas 200 meter medley  |
| Guld   | Kirsty Coventry | Peking 2008 | Simning    | Damernas 200 meter ryggsim |
| Silver | Kirsty Coventry | Peking 2008 | Simning    | Damernas 100 meter ryggsim |
| Silver | Kirsty Coventry | Peking 2008 | Simning    | Damernas 200 meter medley  |
| Silver | Kirsty Coventry | Peking 2008 | Simning    | Damernas 400 meter medley  |